# Persona 4: The Animation
Persona 4: The Animation (ペルソナ4, Perusona Fō) est une série d'animation japonaise basée sur le jeu vidéo Shin Megami Tensei: Persona 4 développé par Atlus sur PlayStation 2. Elle est produite par le studio AIC A.S.T.A et réalisée par Seiji Kishi, et est diffusée initialement entre octobre 2011 et mars 2012 sur MBS. Elle est diffusée dans les pays francophones par Anime Digital Network. Un film d'animation, Persona 4: The Animation -The Factor of Hope-, reprenant les événements de la série d'animation est sorti au Japon en juin 2012.
Une seconde adaptation, Persona 4: The Golden Animation, basée sur le portage PlayStation Vita du jeu original, est produite par le studio A-1 Pictures et diffusée initialement entre juillet et septembre 2014. Dans les pays francophones, elle est diffusée par Crunchyroll.

## Synopsis
Yu Narukami, un jeune lycéen, emménage à Inaba, une petite ville ordinaire. Peu de temps après son arrivée, de mystérieux meurtres sont commis et l'étrange rumeur de la "midnight channel" se répand dans toute la ville ; selon la rumeur il semblerait que lorsque l'on regarde seul l'écran de sa télévision à minuit un jour de pluie, nous pouvons voir notre âme sœur... Yu va vite se rendre compte que les deux évènements sont liés et décide d'enquêter avec son groupe d'amis...

## Personnages
Yu Narukami (鳴上 悠, Narukami Yū)
Yosuke Hanamura (花村 陽介, Hanamura Yōsuke)
Chie Satonaka (里中 千枝, Satonaka Chie)
Yukiko Amagi (天城 雪子, Amagi Yukiko)
Kanji Tatsumi (巽 完二, Tatsumi Kanji)
Teddie (クマ, Kuma)
Rise Kujikawa (久慈川 りせ, Kujikawa Rise)
Naoto Shirogane (白鐘 直斗, Shirogane Naoto)
Mitsuo Kubo (久保 美津夫, Kubo Mitsuo)
Taro Namatame (生田目 太郎, Namatame Tarō)
Tohru Adachi (足立 透, Adachi Tōru)

## Anime

### Persona 4: The Animation
L'adaptation du jeu Shin Megami Tensei: Persona 4 sorti en 2008 sur PlayStation 2 en série télévisée d'animation est annoncée en avril 2011. Celle-ci est produite au sein du studio AIC A.S.T.A avec une réalisation de Seiji Kishi. Elle est diffusée initialement sur MBS du 7 octobre 2011 au 30 mars 2012. Un épisode bonus est disponible avec le dixième coffret Blu-ray/DVD japonais commercialisé le 22 août 2012.
Dans les pays francophones, la série est diffusée en simulcast sur KZPlay, devenu par la suite Anime Digital Network.

#### Liste des épisodes
| No  | Titre de l’épisode en français                     | Titre original de l’épisode                 | Date de 1re diffusion |
| --- | -------------------------------------------------- | ------------------------------------------- | --------------------- |
| 1   | Tu es moi, je suis toi                             | You're myself, I'm yourself                 | 8 octobre 2011        |
| 2   | La clef du contractant                             | The Contractor's key                        | 14 octobre 2011       |
| 3   | On est amies, pas vrai ?                           | We are friends, aren't we?                  | 21 octobre 2011       |
| 4   | Quelque part, ailleurs                             | Somewhere not here                          | 28 octobre 2011       |
| 5   | Tu veux bien m'aimer ?                             | Would you love me?                          | 4 novembre 2011       |
| 6   | Je vais vous crever, et pour de bon !              | I'll beat you, and beat you good            | 11 novembre 2011      |
| 7   | Un paradis tropical douteux                        | Suspicious Tropical Paradise                | 18 novembre 2011      |
| 8   | On a encore perdu quelque chose d'important        | We've lost something important again        | 25 novembre 2011      |
| 9   | Personne ne voit celle que je suis vraiment        | No one sees the real me                     | 2 décembre 2011       |
| 10  | La vrai « Moi » n'existe pas                       | Real Me Doesn't Exist                       | 9 décembre 2011       |
| 11  | Attrapez-moi si vous le pouvez                     | Catch Me If You Can                         | 16 décembre 2011      |
| 12  | Ce n'est pas vide du tout                          | It's Not Empty At All                       | 23 décembre 2011      |
| 13  | Des vacances d'été mouvementées                    | A Stormy Summer Vacation 1/2                | 6 janvier 2012        |
| 14  | Des vacances d'été mouvementées (partie 2)         | A Stormy Summer Vacation 2/2                | 13 janvier 2012       |
| 15  | Le voyage scolaire tant attendu                    | The Long-Awaited School Trip                | 20 janvier 2012       |
| 16  | Bien que l'affaire soit close                      | Although the Case Was Closed                | 27 janvier 2012       |
| 17  | Je veux connaître la vérité                        | I Want to Know the Truth                    | 3 février 2012        |
| 18  | Naissance d'une nouvelle famille                   | Anniversary to Become a Family              | 10 février 2012       |
| 19  | C’est le festival, aujourd'hui. Il faut s'amuser ! | It's School Festival Day! Time to Have Fun! | 17 février 2012       |
| 20  | Retrouvons-nous tous à l'auberge Amagiya !         | We'll all meet at the AMAGIYA Hotel         | 24 février 2012       |
| 21  | Ne sauve plus personne                             | DON'T SAVE ANYONE ANYMORE                   | 2 mars 2012           |
| 22  | On dirait le paradis                               | It's just like Heaven                       | 9 mars 2012           |
| 23  | Pour découvrir la vérité                           | In Order to Find the Truth                  | 16 mars 2012          |
| 24  | Ce monde est vraiment pourri                       | The World is Full of Shit                   | 23 mars 2012          |
| 25  | Nous pouvons changer le monde                      | We Can Change The World                     | 30 mars 2012          |
| OVA | Personne n'est seul                                | No One is Alone                             | 22 août 2012          |

### Persona 4: The Animation -The Factor of Hope-
La production du film Persona 4: The Animation -The Factor of Hope- est annoncée en mai 2012. Celui-ci est un récapitulatif de la série télévisée Persona 4: The Animation, comprenant les vingt-cinq épisodes et l'épisode bonus. Il est sorti dans dix salles japonaises le 9 juin 2012.

### Persona 4: The Golden Animation
L'adaptation du portage Persona 4 Golden sorti en 2012 sur PlayStation Vita est annoncée en mai 2014. Celle-ci est réalisée au sein du studio A-1 Pictures avec une réalisation de Seiji Kishi, un script de Jun Kumagai et des compositions de Shoji Meguro et Tetsuya Kobayashi. Elle est diffusée initialement sur MBS du 11 juillet au 25 septembre 2014. Un épisode bonus servant de fin alternative est disponible avec le quatrième coffret Blu-ray/DVD japonais commercialisé le 10 décembre 2014.
Dans les pays francophones, la série est diffusée en simulcast sur Crunchyroll.

#### Liste des épisodes
| No  | Titre de l’épisode en français      | Titre original de l’épisode       | Date de 1re diffusion |
| --- | ----------------------------------- | --------------------------------- | --------------------- |
| 1   | Les jours heureux                   | THE GOLDEN DAYS                   | 10 juillet 2014       |
| 2   | Un plan parfait                     | THE PERFECT PLAN                  | 17 juillet 2014       |
| 3   | Je suis amnésique, c’est si grave ? | I have amnesia, is it so bad?     | 24 juillet 2014       |
| 4   | The Midnight Trivia Miracle Quiz !  | THE MIDNIGHT TRIVIA MIRACLE QUIZ! | 31 juillet 2014       |
| 5   | Allez, motivons-nous !              | Let's go get it! Get Pumped!      | 7 août 2014           |
| 6   | Tu vois ? Je te l’avais dit, Yu     | See? I told you Yu                | 14 août 2014          |
| 7   | C’est cliché, et alors ?            | It's cliché, so what?             | 21 août 2014          |
| 8   | Un réveillon pas si joyeux          | Not So Holy Christmas Eve         | 28 août 2014          |
| 9   | Une pièce manquante                 | A missing piece                   | 4 septembre 2014      |
| 10  | Nous ne sommes plus amis            | Not a friend anymore              | 11 septembre 2014     |
| 11  | Laisse faire ! Laisse-toi aller !   | Let it OUT! Let it GO!            | 18 septembre 2014     |
| 12  | Bienvenue à la maison               | Welcome Home                      | 25 septembre 2014     |
| OVA | Pas de traduction officielle        | Thank you, Mr. Accomplice         | 10 décembre 2014      |